# Franz Hilf – Franziskaner für Menschen in Not
Franz Hilf – Franziskaner für Menschen in Not ist ein international tätiges Hilfswerk der Franziskaner mit Sitz in Wien.

## Struktur
Der eingetragene Verein ist Kooperationspartner der Missionszentrale der Franziskaner in Bonn. Das Hilfswerk ist eine zertifizierte OSGS-Spendenstelle, trägt das Österreichische Spendengütesiegel und wird auf der Liste der begünstigten Spendenempfänger geführt. 

## Geschichte
Die Organisation (vormals Franziskaner für Mittel- und Osteuropa) wurde 1995 von Wiener Franziskanern als Osteuropahilfswerk ins Leben gerufen und viele Jahre durch P. Ulrich Zankanella OFM geleitet, der die karitative Arbeit der Franziskanerinnen und Franziskaner im mittel- und osteuropäischen Raum gezielt unterstützen wollte. 2013 wurden die Aktivitäten des Vereins auf den globalen Süden ausgeweitet. Im gleichen Jahr hat P. Oliver Ruggenthaler OFM die Leitung von Franz Hilf übernommen.

## Grundsätze
Das Hilfswerk identifiziert sich der Verein mit dem Grundgedanken des Ordensgründers Franziskus von Assisi, das Evangelium in Solidarität mit den Armen und im Einklang mit der Natur zu leben. In diesem Sinne unterstützt es Projekte in den Weltregionen, in denen die Not am größten ist: im globalen Süden sowie in Mittel- und Osteuropa. Neben konkreter Hilfe leistet Franz Hilf außerdem Bildungs-, Aufklärungs- und Menschenrechtsarbeit.

## Projektarbeit
Die Organisation unterstützt mehr als 80 Hilfsprojekte im Jahr. Die Förderkriterien sind soziale und ökologische Nachhaltigkeit sowie die Stärkung der ‚Hilfe zur Selbsthilfe‘. Darüber hinaus werden Franziskanerinnen und Franziskaner vor Ort bei der Projektentwicklung und -ausarbeitung direkt miteinbezogen und zeichnen mitverantwortlich in der Durchführung und Evaluation der geförderten Projekte. 

## Finanzierung
Die Organisation finanziert sich über Spenden und Zuschüsse. Zugunsten von Franz Hilf findet jährlich ein Benefizkonzert mit namhaften Musikern und Künstlern statt. Die Erlöse aus dem Konzert fließen in die Projektarbeit.